# Frank Sinclair
Frank Mohammed Sinclair (London, 1971. december 3. –) jamaicai válogatott labdarúgó.

## Fordítás
- Ez a szócikk részben vagy egészben  a   Frank Sinclair című angol Wikipédia-szócikk fordításán alapul.  Az eredeti cikk szerkesztőit annak laptörténete sorolja fel. Ez a jelzés csupán a megfogalmazás eredetét és a szerzői jogokat jelzi, nem szolgál a cikkben szereplő információk forrásmegjelöléseként.